# Kozma Pálné muskotály
A Kozma Pálné muskotály a nemesítő feleségéről, Kozma Pálné, született Mincsik Erzsébetről elnevezett magyar csemegeszőlőfajta. Kozma Pál és munkatársai állították elő 1953-ban az Itália és Irsai Olivér keresztezésével.

## Leírása
Állami minősítést 1984-ben kapott. Elsősorban házi kertekben telepítik, mert nagyüzemre igényessége, kényessége és gyors leérése miatt kevésbé alkalmas.Tőkéje középerős vagy gyenge növekedésű, sűrű vesszőzetű.  
Fürtje: nagy (180 g), tetszetős, olykor laza, vállas. Rövid tenyészidejű, igen korai érésű fajta. Augusztus első felében érik.Gyorsan leérik. A darazsak és a madarak is kedvelik, termésében nagy kárt tesznek. Szüretével túl sokáig nem lehet kivárni. Túlérve a fajta íz- és zamatanyagai hátrányosan változnak.
Érzékenysége:talajjal szemben igényes. Fagytűrése közepes. Rothadás-ellenállósága átlagos. Elég jól szállítható.
Művelés, metszés: Hosszúmetszés javasolt. Önárnyékolásra hajlamos, sűrű lombú fajta, ezért sok zöldmunkát igényel.